# Idée d'apache

Idée d'apache est un court métrage muet réalisé par Lucien Nonguet en 1907.

## Fiche technique
Source IMDb
- Réalisation : Lucien Nonguet
- Scénario : Z. Rollini
- Production : Pathé Frères
- Format : noir et blanc - muet - 1,33:1 - 35 mm - procédé cinématographique : sphérique
- Genre : court métrage de comédie
- Métrage : 110 mètres
- Dates de sortie : France : 20 avril 1907 (première présentation)
- États-Unis : 29 juin 1907

## Distribution
Source IMDb
- Max Linder : le bourgeois
- André Deed